# Hãng thu âm Qualiton
Qualiton là tên hãng thu âm được sử dụng thường xuyên ở nhiều quốc gia khác nhau. Đây là một tập đoàn quốc doanh Hungary thành lập trong những năm sau Chiến tranh thế giới thứ hai ở châu Âu. Công ty đổi tên thành Hungaroton vào giữa những năm 1960, nhưng nhãn Qualiton vẫn tiếp tục được sử dụng cho dòng nhạc gypsy và opera. Các hãng thu âm khác đã mua giấy phép sử dụng tên Qualiton từ Hungaroton và cuối cùng biến nó thành nhãn hiệu riêng của họ. Discos Qualiton và Qualiton South Wales là những ví dụ điển hình.

## Qualiton, South Wales

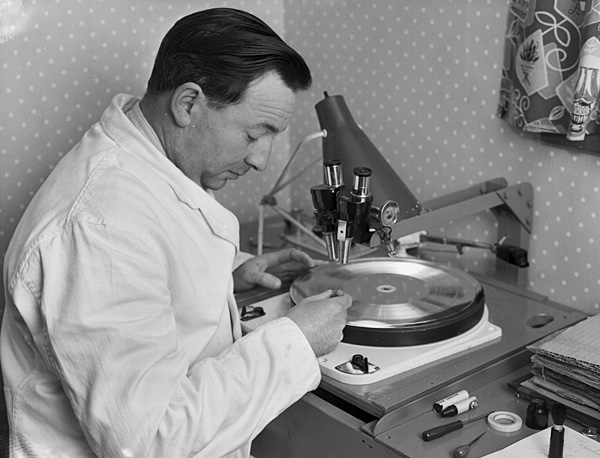
Hãng thu âm Qualiton tại Pontardawe

Qualiton Records là một hãng thu âm nhỏ, chuyên sản xuất các đĩa shellac (nhựa cánh kiến) và đĩa vinyl trong thập niên 1950 cho đến năm 1961 tại Pontardawe, thung lũng Swansea ở South Wales. Sau đó, hãng này được Decca mua lại và đổi tên thành Qualiton Records (1968) Ltd.

## Discos Qualiton, Argentina
Discos Qualiton là một hãng thu âm độc lập thuộc sở hữu của Fonema SA ở Buenos Aires, Argentina.